# 者楼河
者楼河，又名册亨河，位于中国贵州省西南部，是北盘江右岸支流，发源于安龙县兴隆镇仙鹤坪南麓，南流进入册亨县后转东北流，经丫他镇、册亨县城者楼镇，最后于岩架镇南注入北盘江。河长72千米，平均比降16.4‰，流域面积486平方千米，落差1180米。